# 何叔衡
何 叔衡（か しゅくこう、1876年5月7日 - 1935年2月24日）は、中華民国の革命家。琥璜と号したので、叔翁とも呼ばれる。字は玉衡。

## 生涯
1876年、湖南省長沙府寧郷県の農民の家庭に生まれる。1902年、科挙の秀才となる。1909年、雲山高等小学堂の教員となる。
1914年、湖南第四師範学校（現・湖南第一師範学院）に入学し、毛沢東・蔡和森・蕭子升らと知り合う。1918年4月、毛沢東・蔡和森らと新民学会を設立した。1920年、毛沢東らとロシア研究会を発足させる。
1921年7月、上海で開催された中国共産党第一次全国代表大会に毛沢東とともに長沙代表として出席。後、中共湘区委員会委員に就任。第一回国共合作の時期は、中国国民党湖南省党部執行委員兼監察委員に就任した。
1927年、長沙馬日事変のあと、上海に赴き、地下印刷廠を設立する。1928年6月、ソビエト連邦で開催された中国共産党第六次全国代表大会として出席。9月、モスクワ中山大学に学んだ。
1930年7月、中国に帰国し、全国互済会を主催する。1931年11月、中華ソビエト共和国中央執行委員会委員、臨時中央政府工農檢察人民委員、内務人民委員部代部長、臨時最高法庭主席等に就任。
1934年10月、江西省中共中央革命根拠地で国民政府軍との遊撃戦に従軍。1935年2月24日、江西省を経由して福建省に入り、長汀県で包囲を脱出するための戦いの途中、崖から身を投じて命を絶った。